# Palazzo Calderoni Martini (Altamura)
A Palazzo Calderoni Martini egykori nemesi palota Altamura történelmi városközpontjában.

## Története
A palota a 16-17. században épült a Calderoni család számára. Ebben lakott Michele Martini di Sinarico az 1799-es megmozdulások egyik vezéregyénisége. Ezt követően a Sabini család tulajdonába került, akikr 1989-ben váltak meg tőle. A palotát nemrég restaurálták magánvállalkozók. A palota érdekességei a kovácsoltvas kapuja, volutás erkélye, valamint a homlokzaton elhelyezett márványból készült családi címerek.